# Supernatural (15.ª temporada)
A décima quinta e última temporada de Supernatural, uma série de televisão americana de fantasia sombria criada por Eric Kripke, foi encomendada pela The CW em 31 de janeiro de 2019, estreou em 10 de outubro de 2019 e inicialmente estava definida para terminar em maio de 2020, mas um hiato ocorreu após o episódio de 23 de março de 2020 devido a atrasos na produção causados pela pandemia de COVID-19 nos Estados Unidos. A temporada voltou ao ar em 8 de outubro de 2020, e o final da série foi ao ar em 19 de novembro de 2020, terminando a temporada com 20 episódios. A temporada foi produzida pela Warner Bros. Television, com Andrew Dabb e Robert Singer como showrunners, sendo essa a quarta temporada no comando deles. A temporada foi ao ar nas temporadas de transmissão de 2019-20 e 2020-21 às noites de quinta-feira às 20h00, horário do leste dos EUA, com exceção de dois episódios de março de 2020 que foram ao ar às segundas-feiras.
A décima quinta temporada estrela Jared Padalecki como Sam Winchester, Jensen Ackles como Dean Winchester, Alexander Calvert como Jack Kline e Misha Collins como Castiel.
Por conta da pandemia, a temporada foi exibida em 2 calendários de programação. A primeira parte da temporada, exibida na temporada 2019-20, terminou com uma média de 1.86 milhões de espectadores e ficou classificada em 116.º lugar na audiência total e classificada em 106.º no grupo demográfico de 18 a 49 anos. A segunda parte, exibida na temporada 2020-21, terminou com uma média de 1.63 milhões de espectadores e ficou classificada em 131.º lugar na audiência total e classificada em 108.º no grupo demográfico de 18 a 49 anos. O episódio final recebeu 1.4 milhão de espectadores e foi o episódio de Supernatural mais assistido desde abril de 2019.

## Enredo
Depois que Deus propôs acabar com todo o universo, Sam, Dean e Castiel decidem que Deus deve morrer, mas eles não encontram uma maneira. Aos poucos, eles testemunham como todas as dimensões estão desaparecendo e, com isso, os caçadores que eles resgataram. Billie, que agora é secretamente aliada do vazio, revive Jack para ajudá-los em sua missão. Billie inicia um plano no qual Jack ficará sobrecarregado com energia cósmica para transformá-lo em uma espécie de bomba para acabar com Deus, mas isso o matará na tentativa. Enquanto eles preparam o plano, eles percebem que se matarem Deus, haverá um desequilíbrio que também acabará com o mundo, então eles terão que matar Amara ao mesmo tempo. Dean consegue convencer Amara a ajudá-los mentindo para ela, e antes que eles possam executar o plano, Deus convence Amara a se juntar ao seu lado e, assim, consegue contornar os esforços dos Winchesters. Billie envia Jack para o vazio para sobreviver à detonação, causando uma raiva no vazio. Pouco depois, é revelado que a verdadeira intenção de Billie é tomar o lugar de Deus, então Dean e Castiel terminam sua aliança, mas Billie está decidida a matá-los. Castiel, em uma tentativa de salvar Dean, encontra sua verdadeira felicidade ao revelar seu amor por ele, então o vazio reclama o acordo que eles haviam feito antes e o leva embora, arrastando Billie do local e salvando Dean. No entanto, agora Sam, Dean e Jack se encontram sozinhos no mundo depois que Deus destruiu todas as dimensões. Desesperados, os Winchesters e Jack conseguem se aliar com Miguel e tentam enfrentar Deus, mas Miguel os trai e Deus, depois de matar Miguel, os espanca até a morte, mas antes que possa acabar com eles, Jack o impede, para surpresa de Deus. Sam e Dean explicam que Jack adquiriu a habilidade de absorver poder após sua última tentativa de matar Deus, e, sabendo que Miguel os trairia, eles fizeram Deus vencê-los de propósito, o que carregou Jack com seus poderes. Assim, Jack absorve os poderes de Deus tornando-o mortal e se torna o novo Deus do mundo. Jack revive todos os caídos e consegue criar um novo paraíso, deixando Sam e Dean continuarem com suas vidas.

## Elenco e personagens
| - Jared Padalecki como Sam Winchester - Jensen Ackles como Dean Winchester - Alexander Calvert como Jack Kline e Belphegor - Misha Collins como Castiel | - Jim Beaver como Bobby Singer - DJ Qualls como Garth Fitzgerald IV - Mark Pellegrino como Lúcifer |

### Participações
- Ruth Connell como Rowena MacLeod[8]
- David Haydn-Jones como Arthur Ketch[8]
- Osric Chau como Kevin Tran[9]
- Rob Benedict como Chuck Shurley / Deus
- Emily Swallow como Amara / A Escuridão
- Emily Perkins como Becky Rosen
- Ty Olsson como Benny Lafitte
- Anna Grace Barlow como Lilith / Ashley Monroe
- Shoshannah Stern como Eileen Leahy[9]
- Christian Kane como Lee Webb[10]
- Dimitri Vantis como Sergei
- Jake Abel como Adam Milligan / Michael[11]
- Keith Szarabajka como Donatello Redfield
- Kim Rhodes como Sheriff Jody Mills
- Lisa Berry como Billie / Morte
- Sarah Smyth como Bess Fitzgerald
- Yadira Guevara-Prip como Kaia Nieves
- Genevieve Padalecki como Ruby[12]
- Danneel Ackles como Irmã Jo / Anael[12]
- Rachel Miner como A Sombra / O Vazio
- Meagen Fay como Sra. Butters
- Paxton Singleton como Dean Winchester jovem
- Christian Michael Cooper como Sam Winchester jovem
- Alessandro Juliani como Adam
- Felicia Day como Charlie Bradbury[13]
- Briana Buckmaster como Donna Hanscum
- Christine Chatelain como Jenny
- Spencer Borgeson como Dean Winchester Jr.

Notas de elenco
1. ↑  Calvert só é creditado nos episódios em que ele aparece.
2. ↑  Collins só é creditado nos episódios em que ele aparece.

## Episódios
| N.º na série | N.º na temp. | Título                             | Dirigido por         | Escrito por                                                               | Exibição original      | Cód. de produção | Audiência (milhões) |
| --- | ------------ | ---------------------------------- | -------------------- | ------------------------------------------------------------------------- | ---------------------- | ---------------- | ------------------- |
| 308 | 1            | "Back and to the Future"           | John Showalter       | Andrew Dabb                                                               | 10 de outubro de 2019  | T13.21752        | 1.23                |
| Os Winchesters e Castiel se barricaram em um mausoléu na tentativa de escapar da horda de zumbis. Enquanto tenta encontrar uma saída, o demônio Belphegor possui o cadáver de Jack e oferece sua ajuda, explodindo as almas dos cadáveres reanimados. Com uma infestação de fantasmas à solta, os três relutantemente formam uma aliança com o demônio. Com a cidade próxima de Harlan, Kansas em perigo, os Winchesters e Castiel começam uma evacuação enquanto enfrentam muitos fantasmas, incluindo os ex-inimigos Constance Welch, Mary Worthington e John Wayne Gacy. O grupo consegue evacuar com segurança a maior parte da cidade e Belphegor lança um feitiço que prende os fantasmas dentro da cidade abandonada. No entanto, ele revela que havia dois a três bilhões de almas no Inferno que foram libertadas quando Chuck abriu as portas. Além disso, isso abriu a Jaula de Lúcifer, potencialmente liberando Michael para causar estragos também. Castiel prova ser incapaz de curar o ferimento de bala de Sam quando ele tentou matar Chuck e descobre uma energia estranha que ele nunca sentiu antes. Com apenas um ou dois dias para resolver as coisas antes que as verdadeiras autoridades apareçam, Sam sugere que se eles pararem o fim do mundo desta vez, eles serão realmente livres, pois Chuck abandonou seu mundo como fez com outros mundos no passado como o mundo do apocalipse. |              |                                    |                      |                                                                           |                        |                  |                     |
| 309 | 2            | "Raising Hell"                     | Robert Singer        | Brad Buckner & Eugenie Ross-Leming                                        | 17 de outubro de 2019  | T13.21753        | 1.16                |
| Ainda em Harlan, Kansas, os Winchesters e seus aliados caçadores lutam para conter os fantasmas e os cidadãos inquietos à medida que a barreira começa a enfraquecer. Liderados por Francis Tumblety, mais conhecido como o infame serial killer Jack, o Estripador, os fantasmas planejam sua fuga enquanto matam o máximo de pessoas que puderem. Os Winchesters se juntam a Rowena, que trabalha em um feitiço para conter mais permanentemente os fantasmas e Arthur Ketch, que revela que foi contratado por um demônio chamado Ardat para assassinar Belphegor. Para sua surpresa, Sam e Dean também recebem ajuda do fantasma de Kevin Tran, que tinha sido lançado para o Inferno em vez do Céu, como Chuck alegou. Os Winchesters conseguem conter os fantasmas em um cristal, mas mais se erguem do Inferno. Tendo aprendido que não pode ir para o Céu, Kevin decide vagar pela Terra como um fantasma em vez de arriscar voltar para o Inferno. Ao mesmo tempo, Chuck procura a ajuda de Amara em Reno, Nevada. Chuck é revelado ter sido severamente enfraquecido e diminuído quando Sam atirou nele e Amara, vendo que seu irmão não mudou do petulante narcisista que ele sempre foi, se recusa a ajudar e abandona seu irmão que está preso na Terra e desenvolveu uma ligação com Sam. |              |                                    |                      |                                                                           |                        |                  |                     |
| 310 | 3            | "The Rupture"                      | Charles Beeson       | Robert Berens                                                             | 24 de outubro de 2019  | T13.21754        | 1.24                |
| Rowena tenta usar um feitiço do Livro dos Condenados para fortalecer a barreira, mas descobre que a barreira é muito fraca e irá inevitavelmente cair. Belphegor oferece uma solução onde eles recuperam o cajado de Lilith do Inferno e o usam para atrair todas as almas e demônios que escaparam enquanto Sam e Rowena executam um feitiço para fechar a ruptura. Ao mesmo tempo, o demônio Ardat mata brutalmente Arthur Ketch enquanto procura Belphegor, que viaja para o Inferno com Castiel. Depois de recuperar o cajado, Ardat ataca, revelando que Belphegor está usando os Winchesters para ganhar poder no Inferno para si mesmo. Belphegor mata Ardat e tenta atrair todas as almas e demônios para dentro de si para ganhar poder ilimitado, mas é ferido por Castiel, destruindo o cajado. Sem outra maneira, Rowena decide usar um feitiço que requer o sacrifício de sua própria vida para atrair as almas e demônios para dentro de si mesma e depois viajar para o Inferno. A pedido de Rowena, Sam relutantemente esfaqueia Rowena, que lança as almas e demônios de volta ao Inferno. Sam e Dean ficam arrasados com as perdas de Arthur e Rowena e Dean acusa Castiel de ser responsável por tudo dar errado. Percebendo que Dean ainda o culpa pela morte de Mary, Castiel revela que seus poderes estão falhando e decide que é hora de seguir em frente com a situação aparentemente sob controle. |              |                                    |                      |                                                                           |                        |                  |                     |
| 311 | 4            | "Atomic Monsters"                  | Jensen Ackles        | Davy Perez                                                                | 7 de novembro de 2019  | T13.21751        | 1.10                |
| Sam experimenta um pesadelo no qual, sob a influência de sangue demoníaco, ele parece estar liderando vários demônios e matando vários caçadores, incluindo Dean e seu velho amigo vampiro Benny. Ainda consternado com a morte de Rowena, Sam relutantemente se junta a Dean em uma caçada em Beaverdale, Iowa, onde a artista principal, Suzie, foi aparentemente morta por um vampiro e outra artista, Tory, foi sequestrada. Usando imagens de segurança do sequestro, os Winchesters identificam a família de Billy, o namorado de Suzie, como os culpados e resgatam Tory. Billy recentemente se tornou um vampiro e acidentalmente matou Suzie quando ele perdeu o controle de sua sede de sangue. Embora seus pais tenham tentado protegê-lo, o culpado Billy reconhece que se transformou em um monstro e faz seus pais culpá-lo pelo assassinato e sequestro, enquanto os Winchesters levam Billy até a floresta para matá-lo. Enquanto Dean quer continuar lutando contra monstros pelo bem das pessoas que acreditaram neles, Sam mostra uma visão mais cínica e deprimida. Ao mesmo tempo, Deus visita Becky Rosen, tendo perdido seu senso de propósito. Becky o convence a começar a escrever novamente, mas fica horrorizada com o fim sombrio que Deus tem em mente para os Winchesters. Deus faz com que Becky e sua família desapareçam e começa a preparar seu plano para levar os Winchesters a um fim sombrio. |              |                                    |                      |                                                                           |                        |                  |                     |
| 312 | 5            | "Proverbs 17:3"                    | Richard Speight Jr.  | Steve Yockey                                                              | 14 de novembro de 2019 | T13.21755        | 1.30                |
| Sam continua tendo pesadelos de mundos alternativos escuros. Depois de cinco mortes estranhas em Black Forest, Colorado, os Winchesters investigam e descobrem rapidamente que estão lidando com lobisomens. Os lobisomens, irmãos Andy e Josh, sequestram o último sobrevivente de seus ataques depois que Dean adormece inesperadamente. No entanto, Andy, que odeia o que está fazendo, mata seu irmão e depois a si mesmo. A garota que os Winchesters estavam protegendo acabou sendo Lilith, ressuscitada por Deus do Vazio e em busca do Equalizador, a arma que Deus criou para matar Jack. Lilith destrói a arma e revela que o objetivo final de Deus é que os Winchesters se matem. Sam especula que seus sonhos são que ele está vendo finais possíveis de Deus devido ao vínculo criado quando ele atirou em Deus. Embora Sam se recuse a desistir, Dean acredita que a situação é sombria. |              |                                    |                      |                                                                           |                        |                  |                     |
| 313 | 6            | "Golden Time"                      | John Showalter       | Meredith Glynn                                                            | 21 de novembro de 2019 | T13.21756        | 1.14                |
| Os Winchesters ficam chocados quando o fantasma de sua velha amiga Eileen Leahy chega em busca de ajuda. A alma de Eileen foi arrastada para o inferno pelo cão infernal que a matou, mas ela conseguiu escapar quando Deus abriu o inferno. Como Eileen teme retornar ao Inferno ou enlouquecer, Dean sugere usar os diários de Rowena para criar um Apanhador de Almas que a contenha. No entanto, Sam encontra um feitiço de ressurreição que Rowena estava criando que poderia trazer Eileen de volta à vida. O feitiço o coloca em conflito com duas bruxas que procuram o feitiço para uso próprio. Com a ajuda de Dean e Eileen, Sam despacha as bruxas, usando um feitiço que aprendeu com Rowena para matar uma. Ao mesmo tempo, Castiel está de férias até saber de uma série de mortes estranhas na área. Suspeitando de um gênio, Castiel ajuda uma mãe cujo filho havia desaparecido, acabando por descobrir que o xerife local é o culpado. Castiel mata o gênio com sua espada angelical e decide ajudar o povo novamente. No final do episódio, Sam consegue usar o feitiço de Rowena para ressuscitar Eileen e pede a Dean para ajudá-lo novamente em vez de desistir. |              |                                    |                      |                                                                           |                        |                  |                     |
| 314 | 7            | "Last Call"                        | Amyn Kaderali        | Jeremy Adams                                                              | 5 de dezembro de 2019  | T13.21757        | 1.06                |
| Depois de saber do desaparecimento da adolescente Angela Sullivan em Texhoma, Texas, Dean decide investigar o caso por conta própria e fica surpreso ao se encontrar com seu velho amigo Lee Webb, com que Dean caçou ao lado de seu pai quando era mais jovem. Depois de se divertir com Lee, Dean consegue localizar o corpo de Angela e descobre que Lee é o culpado, tendo sequestrado e alimentado uma criatura chamada marid em troca de riqueza e saúde. Lee explica que depois de uma caçada particularmente ruim, ele desenvolveu uma visão de que o mundo está quebrado e deve ser aproveitado. Dean é capaz de matar o marid e relutantemente mata Lee, sentindo que Lee é um monstro e que é seu dever como um caçador. Ao mesmo tempo, Castiel sugere explorar o vínculo de Sam com Deus para aprender mais, mas ele se vira contra isso e deixa Sam inconsciente. Castiel chama o xamã Sergei, que exige a Chave da Morte para consertar Sam, mas com a ajuda de Bobby Singer, Castiel é capaz de forçar Sergei a ajudar, ameaçando sua sobrinha. Depois que Dean retorna, Sam revela que ele olhou nas memórias de Deus e descobriu que Deus é fraco. Como resultado, Sam expressa confiança de que eles podem vencer a Deus. |              |                                    |                      |                                                                           |                        |                  |                     |
| 315 | 8            | "Our Father, Who Aren't in Heaven" | Richard Speight Jr.  | Eugenie Ross-Leming & Brad Buckner                                        | 12 de dezembro de 2019 | T13.21758        | 1.09                |
| Em um esforço para derrotar Deus, Dean fez Donatello procurar na placa dos demônios qualquer pista que pudesse ajudá-los. Donatello descobre nas notas de Metatron que Deus tem um medo secreto que ele só compartilha com seu favorito, mas Deus assume brevemente o controle de Donatello e ameaça destruir tudo que eles amam se eles não pararem. Recusando-se a parar e suspeitando que o favorito de Deus é Michael, os Winchesters e Castiel viajam para o Inferno, onde descobrem que Rowena se tornou a nova Rainha do Inferno. Os demônios de Rowena descobrem que Michael não está mais no inferno e pede a Dean e Castiel para consertar seu relacionamento. Tendo escapado da jaula, Michael agora divide o controle de seu corpo com Adam, mas fica sem direção e mata Lilith quando o demônio tenta levá-lo a Deus. Os Winchesters e Castiel capturam Michael e tentam convencê-lo a ajudá-los com a ajuda de Adam, mas o arcanjo se recusa a ouvi-los. Em vez disso, Castiel mostra a Michael suas memórias de várias traições de Deus, incluindo a guerra contra as trevas, a realidade alternativa de Michael e o assassinato de Jack. Completamente desiludido, Michael revela que Deus pode ficar preso e fornece a eles o feitiço para isso. O feitiço requer uma flor que só existe no Purgatório e Michael abre um portal de doze horas para eles, mas se recusa a ficar e ajudar. Ao mesmo tempo, outro caçador busca a ajuda de Eileen com um caso de vampiro e Sam a acompanha quando as coisas começam a dar errado. No entanto, acabou sendo uma armadilha de Deus. |              |                                    |                      |                                                                           |                        |                  |                     |
| 316 | 9            | "The Trap"                         | Robert Singer        | Robert Berens                                                             | 16 de janeiro de 2020  | T13.21759        | 1.13                |
| Tendo capturado Sam e Eileen, Deus revela que intencionalmente levou Sam a ressuscitar Eileen para que ele pudesse usar Eileen para chegar até Sam. Deus tenta usar Eileen para cortar a coisa que está infeccionando em Sam e que está bloqueando a capacidade de Deus de curar a ferida, apenas para perceber que é esperança. Em resposta, Deus mostra a Sam o futuro se eles vencerem, onde monstros correm cada vez mais desenfreados na Terra, pessoas inocentes e seus amigos são mortos e Castiel teve que ser trancado na Caixa Ma'lak depois de enlouquecer por receber a marca de Caim. Sam e Dean são eventualmente transformados em vampiros e durante um confronto final, Dean mata Jody Mills antes de Sam ser morto por Bobby. Deus explica que monstros correndo desenfreados é uma consequência de prendê-lo: sem Deus por perto, a Escuridão prevalece no mundo. Ao mesmo tempo, Dean e Castiel retornam ao Purgatório em busca de uma flor Leviatã que eles descobrem que ela brota dos restos mortais de um Leviatã. Os dois são emboscados por Leviatãs que trabalham para uma vingativa Eva, mas conseguem escapar com a flor. Dean e Castiel tentam usar o feitiço para prender Deus, mas Sam se recusa a completá-lo, permitindo que Deus cure sua ferida e recupere seu poder total. Deus revela que as visões de Sam eram na verdade memórias de Deus de Sam e Dean alternativos e confia que eles terão o mesmo fim antes de partir. Depois disso, Sam e Eileen se beijam, mas Eileen decide ir embora por enquanto. Independentemente disso, Sam continua a acreditar que Deus estava dizendo a verdade sobre o que acontecerá se ele for preso e Dean promete encontrar outra solução. No Vazio, Billie diz a Jack que "é a hora". |              |                                    |                      |                                                                           |                        |                  |                     |
| 317 | 10           | "The Heroes' Journey"              | John Showalter       | Andrew Dabb                                                               | 23 de janeiro de 2020  | T13.21760        | 0.99                |
| Enquanto Garth pede sua ajuda, Sam e Dean começam a experimentar os problemas das pessoas comuns, como cáries, doenças e problemas com o carro. Garth sugere que, uma vez que eles foram os heróis da história de Deus, Deus os protegeu no passado desses problemas regulares, mas desde então os rebaixou a pessoas normais. A esposa de Garth, Bess, revela que seu primo Brad foi encontrado gravemente ferido por um ataque de Wraith. Brad explica que ele estava tentando ganhar dinheiro em um clube underground de luta contra monstros que os Winchesters estão tentando fechar. No entanto, os Winchesters, agora pessoas normais, trabalham contra eles e são capturados para enfrentar um enorme vampiro chamado Maul. Garth resgata os Winchesters, explode o clube da luta e mata Maul, fazendo Dean sugerir que Garth era o verdadeiro herói da história desta vez. Os Winchesters decidem viajar para Alasca para verificar um boato de que Garth tinha ouvido falar de um lugar onde eles poderiam recuperar a sorte, sabendo que não podiam derrotar Deus como pessoas normais. |              |                                    |                      |                                                                           |                        |                  |                     |
| 318 | 11           | "The Gamblers"                     | Charles Beeson       | História por : Meredith Glynn & Davy Perez Roteiro por : Meredith Glynn   | 30 de janeiro de 2020  | T13.21761        | 1.07                |
| Os Winchesters procuram o lugar sobre o qual Garth lhes falou no Alasca que acaba sendo um bar onde as pessoas apostam sua sorte em jogos de bilhar. O salão de bilhar é dirigido pela deusa Fortuna, que explica que sua espécie foi criada por Deus. Embora Fortuna vença, Sam e Dean a impressionam como verdadeiros heróis e ela escolhe restaurar sua sorte de qualquer maneira. Ao mesmo tempo, Castiel recebe uma ligação sobre um homem assassinado cujo coração foi arrancado e comido, e para a surpresa de Castiel, o culpado é um Jack ressuscitado. Castiel descobre que Jack tem como alvo Grigori, anjos caídos que se alimentam das almas de pessoas inocentes, uma das quais assassinou a mãe de Claire Novak quase cinco anos antes. Depois que Castiel resgata Jack de um Grigori, a família Winchester finalmente se reúne. Jack explica que Billie o manteve escondido no Vazio, esperando que Deus partisse para ressuscitá-lo. Jack tem seguido o plano de Billie que, se ele continuar a segui-lo, tornará Jack forte o suficiente para matar Deus. |              |                                    |                      |                                                                           |                        |                  |                     |
| 319 | 12           | "Galaxy Brain"                     | Richard Speight, Jr. | História por : Meredith Glynn & Robert Berens Roteiro por : Robert Berens | 16 de março de 2020    | T13.21762        | 0.98                |
| Quatro semanas atrás, na Terra 2, Deus explicou a um balconista sua criação de mundos alternativos e sua decisão de acabar com todos eles. Enquanto os Winchesters e Castiel enfrentam o retorno de Jack, que permanece sem alma, Jody Mills é sequestrada pela Kaia Sombria, que exige que eles cumpram sua promessa e a enviem de volta ao Lugar Ruim. Kaia Sombria revela que o Lugar Ruim está morrendo e que a Kaia ainda está viva, presa no outro mundo. Horrorizado pelo fato de Kaia ter ficado presa por dois anos em outro universo, o grupo tenta encontrar um caminho de volta, prejudicado pela incapacidade de Jack de usar seus poderes sem chamar a atenção. Jack finalmente convence um Reaper chamado Merle a ajudá-los a esconder temporariamente o uso dos poderes de Deus, permitindo que os Winchesters e a Kaia cruzem para o Lugar Ruim e resgatem sua Kaia. Kaia Sombria escolhe morrer com seu mundo enquanto ele é consumido, enquanto Kaia retorna para casa com Jody para se reunir com Claire. Como consequência, Billie mata Merle por não conseguir manter Jack sob controle e avisa que todos devem fazer sua parte se quiserem derrotar Deus. Billie revela que um dos livros em sua biblioteca descreve o desaparecimento final de Deus, mas se recusa a explicar mais do que o fato de que Jack e os Winchesters são parte integrante dela. Satisfeito com a destruição que causou, Deus deixa a Terra 2 para continuar destruindo outros mundos. |              |                                    |                      |                                                                           |                        |                  |                     |
| 320 | 13           | "Destiny's Child"                  | Amyn Kaderali        | Brad Buckner & Eugenie Ross-Leming                                        | 23 de março de 2020    | T13.21763        | 1.06                |
| Billie avisa os Winchesters que Deus quase terminou de destruir os universos alternativos e logo voltará sua atenção para seu próprio mundo. Para continuar a busca de Jack para se tornar mais forte, Billie os direciona para encontrar o Oculto, um misterioso objeto místico. Os Winchesters rastreiam o Oculto até Anael, que revela que ela o deu para Ruby antes de ela morrer e que Ruby o escondeu no Inferno. No entanto, isso acaba sendo uma armadilha, pois Anael contrata os demônios para matar os Winchesters. Para descobrir onde está realmente escondida, Castiel faz com que Jack o envie para o Vazio, onde o Vazio, se manifestando na forma de Meg, permite que ele desperte Ruby. Em troca de Castiel prometendo tentar tirá-la do Vazio, Ruby o direciona para o esconderijo do Oculto, embora Castiel seja brevemente torturado pelo Vazio antes de Jack puxá-lo novamente. Para impedir que Deus saiba o que eles estão tramando, os Winchesters resgatam um par de Sams e Deans alternativos presos entre os mundos e têm suas contrapartes personificando-os. Embora sejam atacados pelos cães infernais que guardam o Oculto, eles são capazes de recuperá-lo e o Oculto transporta Jack para o Jardim do Éden, onde ele confronta uma jovem misteriosa e a Serpente antes de ser devolvido à Terra. Depois disso, os Sam e Dean alternativos partem para uma nova vida no Brasil, enquanto um Jack choroso expressa seu remorso pela morte de Mary Winchester e pede perdão. Para a surpresa de Sam e Dean, Castiel revela que o Jardim do Éden restaurou a alma perdida de Jack. |              |                                    |                      |                                                                           |                        |                  |                     |
| 321 | 14           | "Last Holiday"                     | Eduardo Sánchez      | Jeremy Adams                                                              | 8 de outubro de 2020   | T13.21764        | 1.13                |
| Enquanto lidava com alguns problemas de encanamento no bunker, Dean acidentalmente soltou uma Dríade chamada Sra. Butters que servia aos Homens de Letras antes de serem aniquilados por Abaddon. Com a ajuda da Sra. Butters, os Winchesters vão em muitas caçadas bem-sucedidas ao longo de vários meses, dando várias festas com a Sra. Butters e Jack e aproveitando a vida entre monstros lutando. No entanto, Jack encontra um vídeo de Magnus revelando que ele torturou e doutrinou a Sra. Butters para uma visão em preto e branco de ameaças não-humanas após resgatá-la do Thule. Convencido de que, como o filho de Lúcifer, Jack, é uma ameaça, a Sra. Butters tranca ele e Dean quando ele se recusa a matar Jack e tortura Sam para ver o que ela acredita ser a verdade. Dean e Jack escapam e convencem a Sra. Butters de que ela está errada e foi usada apenas por Magnus, fazendo-a recuar. Por sugestão deles, a Sra. Butters retorna para sua floresta natal, mas a experiência dá a Dean uma apreciação maior por aproveitar as pequenas coisas da vida e ele oferece uma festa de aniversário para Jack. Ao mesmo tempo, Jack tem dúvidas sobre sua capacidade de matar Chuck e Amara e continua a sentir culpa por seu papel na morte de Mary Winchester. |              |                                    |                      |                                                                           |                        |                  |                     |
| 322 | 15           | "Gimme Shelter"                    | Matt Cohen           | Davy Perez                                                                | 15 de outubro de 2020  | T13.21765        | 1.07                |
| Os Winchesters rastreiam Amara, que revela que ela e Chuck eram gêmeos siameses e sua separação é o que causou o Big Bang; Amara se recusa a ajudar os Winchesters com seu suposto plano de prender Chuck até que Dean a confronta sobre a inércia de Amara e a ressurreição de Mary. Ao mesmo tempo, Castiel e Jack investigam um assassinato, aprendendo com Zack, um demônio na encruzilhada, que Rowena proibiu lidar com demônios e que eles estão lidando com um inimigo humano. Apesar disso, Castiel e Jack continuam a trabalhar no caso com Jack disfarçado em um centro comunitário local administrado por um pastor que reuniu pessoas de muitas religiões diferentes. Revela-se que o assassino é a filha do pastor, Sylvia, que tem como alvo pessoas que ela sente que pecaram; Castiel e Jack subjugam Sylvia e Castiel cura suas vítimas sobreviventes. No entanto, o policial que leva Sylvia embora é Zack, sugerindo que ele desobedecerá às ordens de Rowena de não fazer mais negócios. Jack revela a Castiel que o feitiço de Billie o está transformando em uma bomba que fará Chuck e Amara deixarem de existir, mas também matará Jack. Como resultado, Castiel sai em busca de outra solução, mas primeiro diz a Dean que há algo que ele precisa saber. |              |                                    |                      |                                                                           |                        |                  |                     |
| 323 | 16           | "Drag Me Away (From You)"          | Amyn Kaderali        | Meghan Fitzmartin                                                         | 22 de outubro de 2020  | T13.21766        | 0.92                |
| Em janeiro de 1993, Sam e Dean se hospedam em um motel em Wadsworth, Ohio, enquanto John está caçando e fazendo amizade com os irmãos Caitlin e Travis. Os quatro descobrem que as crianças da área foram vítimas de um monstro que aparentemente foi morto por Dean durante uma luta. No presente, Travis é morto e Caitlin chama os Winchesters novamente, convencida de que o monstro voltou. Sam determina que é Baba Yaga, cujo anel foi cortado por Dean na luta, mas o anel foi posteriormente recuperado e reparado por Travis, resultando em seu retorno. Dean é capaz de destruir o anel e matar Baba Yaga antes que ele possa machucar outra pessoa. Ao mesmo tempo, Dean recebe a visita de Billie, que revela que Chuck terminou de destruir outros mundos e retornará em breve. Billie deu a Jack sua última missão para ficar pronto, mas de acordo com o livro de Chuck em sua biblioteca, seu papel é até o fim. Dean mais tarde conta a Sam a verdade sobre a morte iminente de Jack, tendo sido informado disso por Castiel; Dean está convencido de que o plano de Billie é o único caminho enquanto Sam fica furioso e arrasado com a notícia. |              |                                    |                      |                                                                           |                        |                  |                     |
| 324 | 17           | "Unity"                            | Catriona McKenzie    | Meredith Glynn                                                            | 29 de outubro de 2020  | T13.21767        | 0.91                |
| Deus retorna ao mundo dos Winchesters, fazendo com que Jack e Dean embarquem na missão final que Billie os deixou. Seguindo as instruções de Billie, eles descobrem Adão, o Primeiro Homem, que é o verdadeiro arquiteto do plano para assassinar Deus. Depois que Jack passa no teste, Adão fornece a Jack uma de suas costelas, explicando que o poder que ela contém se combinará com a alma de Jack e a graça para transformá-lo em um buraco negro que sugará qualquer coisa divina, incluindo Chuck e Amara. Não convencido do plano, Sam localiza a chave da Biblioteca da Morte no bunker e encontra o Vazio, que revela que Billie tem manipulado toda a situação para assumir o controle quando Deus e Amara estiverem mortos, já que a confiança do ser em Billie foi abalada pela visita anterior de Castiel ao Vazio. Sam convence o Vazio de que eles estão do mesmo lado e pede para deixá-lo levar o livro da Morte sobre a destruição de Deus. Ao mesmo tempo, Amara tenta convencer Chuck a parar e, como isso falha, o prende no bunker para os Winchesters o prender para sempre. No entanto, Chuck revela que este é outro de seus planos para fazer Sam e Dean se matarem, tendo manipulado o tempo e o espaço para fazê-los chegar lá. Amara permite que Chuck a absorva, mas seu plano falha. Enfurecido, Chuck decide que não se importa mais com o que acontece e vai embora enquanto Jack desmaia. |              |                                    |                      |                                                                           |                        |                  |                     |
| 325 | 18           | "Despair"                          | Richard Speight Jr.  | Robert Berens                                                             | 5 de novembro de 2020  | T13.21768        | 1.02                |
| Billie teletransporta Jack para o Vazio, onde ele sobrevive à sua detonação; entretanto, o Vazio indica que algo deu terrivelmente errado, pois Jack fez o Vazio fazer barulho, normalmente silencioso. Billie, confirmando as afirmações do Vazio sobre seus planos, força Sam a entregar o livro da morte de Chuck em troca de trazer Jack de volta; depois de ler o que o livro agora diz, Billie tenta fugir com Jack, mas é ferida por sua própria foice por Dean, forçando-a a sair sem Jack, agora impotente, sem o livro e sem a foice. Logo depois, o povo do Mundo do Apocalipse começa a desaparecer da existência e Sam trabalha com Charlie, Bobby, Donna e Jack para protegê-los enquanto Dean e Castiel caçam Billie. Billie revela que Chuck é o responsável, não ela, já que ele faz com que todos os seres vivos do mundo desapareçam. Mortalmente ferida pelo ataque anterior de Dean, Billie persegue Dean e Castiel por vingança, e Castiel percebe que apenas o Vazio pode pará-la. Castiel revela seu acordo a Dean, e ele finalmente experimenta seu momento de verdadeira felicidade ao se sacrificar e confessar seu amor a Dean. O Vazio abre um portal e absorve Billie e Castiel. Sem conseguir salvar seus amigos, Sam, Jack e Dean lamentam as perdas devastadoras que sofreram enquanto Chuck continua sua devassidão. |              |                                    |                      |                                                                           |                        |                  |                     |
| 326 | 19           | "Inherit the Earth"                | John Showalter       | Eugenie Ross-Leming & Brad Buckner                                        | 12 de novembro de 2020 | T13.21769        | 1.00                |
| Chuck revela que pretende que os Winchesters e Jack vivam com seu fracasso em uma Terra completamente sem vida como punição por suas ações, matando Miracle, um cão que Dean respeita. Jack leva os Winchesters até Michael, que revela que Adam também se foi e concorda em ajudá-los, mas nem mesmo ele consegue abrir o Livro da Morte de Chuck. Logo depois, chega um Lúcifer ressuscitado que afirma ter sido enviado pelo Vazio para ajudá-los a matar Deus; Lúcifer mata Betty, uma ceifeira, e a transforma na nova Morte para ler o livro. Assim que o livro é aberto, Lúcifer mata Betty e revela que Deus o trouxe de volta para recuperar o livro; Após uma breve luta, Michael mata Lúcifer com a Lâmina do Arcanjo. Usando o Livro dos Amaldiçoados, os Winchesters encontram um feitiço no livro que pode destruir Deus, mas são traídos por Michael na tentativa de se tornar o Favorito de Deus novamente. Chuck mata Michael e bate nos Winchesters quase até a morte, mas Jack tira seu poder. Sam e Dean explicam que a tentativa de transformar Jack em uma bomba cósmica também o transformou em um vácuo de poder que absorveu a energia dos conflitos ao seu redor, permitindo que Jack se tornasse forte o suficiente para drenar Deus; tendo antecipado a traição de Michael, eles usaram o arcanjo para atrair Chuck para uma armadilha. Com Chuck impotente e mortal, os três decidem deixá-lo viver uma vida humana e ser esquecido. Agora o novo Deus, Jack restaura o mundo ao normal, mas vai embora, optando por não assumir um papel direto nos acontecimentos do universo. Finalmente livres da influência de Chuck para sempre, os Winchesters se deliciam com a oportunidade de escrever sua própria história.              |              |                                    |                      |                                                                           |                        |                  |                     |
| 327 | 20           | "Carry On"                         | Robert Singer        | Andrew Dabb                                                               | 19 de novembro de 2020 | T13.21770        | 1.38                |
| Sam e Dean se adaptam a viver suas novas vidas normais com Dean adotando Miracle, o cachorro que ele havia encontrado anteriormente. No entanto, um assassinato bizarro e abdução por vampiros mascarados atrai os Winchesters para um caso que eles percebem que seu pai havia trabalhado em 1986, mas nunca foi capaz de resolver. Os Winchesters capturam um dos vampiros usando o padrão que John havia estabelecido e o força a levá-los para o ninho. Um dos vampiros é Jenny, que os Winchesters encontraram durante sua primeira caça a vampiros quatorze anos antes. Os Winchesters são capazes de eliminar todos os vampiros, mas Dean é empalado em uma estaca de metal durante a luta e morre após um adeus emocional com Sam. No Céu, Dean se reúne com Bobby Singer, que revela que Jack remodelou o Paraíso com a ajuda de Castiel para torná-lo um lugar muito melhor onde todos poderiam estar juntos em vez de separados. Dean vai para o céu no Impala enquanto Sam tem uma família e um filho, a quem ele chama de Dean. Sam envelhece e morre de causas naturais. Após a morte de Sam, ele e Dean se encontram no céu em uma versão da ponte do episódio piloto. |              |                                    |                      |                                                                           |                        |                  |                     |

## Produção
Em 31 de janeiro de 2019, The CW renovou a série para uma décima quinta temporada. Em 22 de março, Jared Padalecki, Jensen Ackles e Misha Collins anunciaram que a décima quinta temporada de Supernatural, com 20 episódios, seria a última, tornando-se a série mais longa da The CW. Ackles, que dirigiu o último episódio "The Bad Seed" da décima primeira temporada, dirigiu o primeiro episódio filmado da temporada, que foi ao ar cronologicamente como o quarto episódio. Outros membros do elenco que dirigiram os episódios da temporada incluem o retorno do diretor Richard Speight Jr. e o ator Matt Cohen, intérprete do jovem John Winchester. Jake Abel repete seu papel como o meio-irmão dos Winchesters, Adam Milligan, que apareceu pela última vez no final da quinta temporada.
O final da série foi originalmente programado para ir ao ar em 18 de maio de 2020; no entanto, em março de 2020, a Warner Bros. Televison interrompeu a produção da série devido à pandemia de COVID-19. Mais tarde, em março, o showrunner Andrew Dabb revelou que a temporada entraria em um hiato após o episódio de 23 de março. Dabb esclareceu que a série havia completado a produção de 18 dos 20 episódios da temporada, mas o processo de pós-produção não pôde ser concluído nos episódios devido ao desligamento devido ao surto do vírus. Dabb também garantiu que o elenco e a equipe da série, da The CW e da Warner Bros. estavam totalmente comprometidos em filmar e exibir os episódios não produzidos com seu final apropriado. Em agosto de 2020, a The CW anunciou que a temporada iria retomar a exibição em 8 de outubro de 2020. O final da série foi ao ar em 19 de novembro, que foi precedido por um especial intitulado The Long Road Home. As filmagens foram retomadas em 18 de agosto e concluídas em 10 de setembro de 2020.

## Recepção

### Recepção critica
O site agregador de críticas Rotten Tomatoes relata um índice de aprovação de 100% para a décima quinta temporada de Supernatural, com uma classificação média de 8.93/10 baseada em 9 análises.
O episódio final, "Carry On" recebeu críticas positivas gerais. Emily Tannenbaum do IGN deu ao episódio uma "incrível" 9 de 10 e escreveu em seu veredicto: "Encontrar uma maneira de fechar o livro em qualquer série - muito menos uma que está no ar por 15 anos - é tudo menos simples. No entanto, o final da série Supernatural demorou, equilibrando graciosamente referência e nostalgia com uma caça e um final de jogo digno de seu legado."
Alex McLevy, do The A.V. Club, deu ao episódio um B+ e escreveu: "Admiravelmente, ele [o programa] manteve o compromisso com a narrativa do monstro da semana, mesmo durante os arcos mais complicados da temporada, como se nos lembrasse de que a vida é quase sempre um processo de passar o dia, a semana ou o mês, para que possamos estar aqui no próximo. O fato de ter terminado com um soco emocional no estômago parece verdadeiro para o espírito do dia-a-dia. Supernatural não será lembrado como uma das grandes séries de todos os tempos, mas deve ser lembrado como uma boa. Este é o dia em que termina. E tudo bem."

### Audiência
| №  | Título                             | Exibição original      | Rating/share (18–49) | Audiência (em milhões) | DVR (18–49) | Audiência em DVR (milhões) | Total (18–49) | Audiência total (em milhões) |
| -- | ---------------------------------- | ---------------------- | -------------------- | ---------------------- | ----------- | -------------------------- | ------------- | ---------------------------- |
| 1  | "Back and to the Future"           | 10 de outubro de 2019  | 0.4/2                | 1.23                   | 0.2         | 0.72                       | 0.6           | 1.95                         |
| 2  | "Raising Hell"                     | 17 de outubro de 2019  | 0.3/2                | 1.16                   | 0.3         | 0.69                       | 0.6           | 1.85                         |
| 3  | "The Rupture"                      | 24 de outubro de 2019  | 0.3/2                | 1.24                   | 0.2         | 0.69                       | 0.5           | 1.94                         |
| 4  | "Atomic Monsters"                  | 7 de novembro de 2019  | 0.3/2                | 1.10                   | 0.3         | 0.77                       | 0.6           | 1.88                         |
| 5  | "Proverbs 17:3"                    | 14 de novembro de 2019 | 0.3/2                | 1.30                   | 0.3         | 0.73                       | 0.6           | 2.03                         |
| 6  | "Golden Time"                      | 21 de novembro de 2019 | 0.2/1                | 1.14                   | 0.3         | 0.79                       | 0.5           | 1.93                         |
| 7  | "Last Call"                        | 5 de dezembro de 2019  | 0.3/2                | 1.06                   | 0.3         | 0.74                       | 0.6           | 1.80                         |
| 8  | "Our Father, Who Aren't in Heaven" | 12 de dezembro de 2019 | 0.3/1                | 1.09                   | 0.3         | 0.72                       | 0.6           | 1.81                         |
| 9  | "The Trap"                         | 16 de janeiro de 2020  | 0.3/2                | 1.13                   | 0.3         | 0.80                       | 0.6           | 1.93                         |
| 10 | "The Heroes' Journey"              | 23 de janeiro de 2020  | 0.2/1                | 0.99                   | 0.3         | 0.77                       | 0.5           | 1.76                         |
| 11 | "The Gamblers"                     | 30 de janeiro de 2020  | 0.3/2                | 1.07                   | 0.3         | 0.78                       | 0.6           | 1.85                         |
| 12 | "Galaxy Brain"                     | 16 de março de 2020    | 0.2                  | 0.98                   | 0.2         | 0.68                       | 0.5           | 1.66                         |
| 13 | "Destiny's Child"                  | 23 de março de 2020    | 0.3                  | 1.06                   | 0.3         | 0.75                       | 0.5           | 1.81                         |
| 14 | "Last Holiday"                     | 8 de outubro de 2020   | 0.4                  | 1.13                   | 0.2         | 0.53                       | 0.6           | 1.66                         |
| 15 | "Gimme Shelter"                    | 15 de outubro de 2020  | 0.3                  | 1.07                   | N/A         | N/A                        | N/A           | N/A                          |
| 16 | "Drag Me Away (From You)"          | 22 de outubro de 2020  | 0.3                  | 0.92                   | 0.2         | 0.54                       | 0.5           | 1.46                         |
| 17 | "Unity"                            | 29 de outubro de 2020  | 0.2                  | 0.91                   | 0.2         | 0.49                       | 0.4           | 1.40                         |
| 18 | "Despair"                          | 5 de novembro de 2020  | 0.3                  | 1.02                   | 0.2         | 0.58                       | 0.5           | 1.60                         |
| 19 | "Inherit the Earth"                | 12 de novembro de 2020 | 0.3                  | 1.00                   | 0.2         | 0.60                       | 0.5           | 1.60                         |
| 20 | "Carry On"                         | 19 de novembro de 2020 | 0.3                  | 1.38                   | 0.3         | 0.61                       | 0.6           | 1.99                         |

## Lançamento em DVD
| Supernatural: The Fifteenth and Final Season | | | | | |
| Detalhes do DVD | Detalhes do DVD | Detalhes do DVD | Características Especiais | Características Especiais | Características Especiais |
| - 20 episódios - 5 discos - Inglês (Dolby Digital 5.1 Surround) - Hard of Hearing Legendas: Inglês - Legendas: Inglês, Dinamarquês, Finlandês, Norueguês, Sueco | - 20 episódios - 5 discos - Inglês (Dolby Digital 5.1 Surround) - Hard of Hearing Legendas: Inglês - Legendas: Inglês, Dinamarquês, Finlandês, Norueguês, Sueco | - 20 episódios - 5 discos - Inglês (Dolby Digital 5.1 Surround) - Hard of Hearing Legendas: Inglês - Legendas: Inglês, Dinamarquês, Finlandês, Norueguês, Sueco | - Supernatural: The End of the Road - Supernatural: Family Don't End with Blood - Winchester Mythology: Midwestern Heroes - Supernatural: The Long Road Home – Special Retrospective Episode - Supernatural: 2019 Comic-Con Panel - Winning Baby: A Supernatural Giveaway - Cenas deletadas - Erros de gravação | - Supernatural: The End of the Road - Supernatural: Family Don't End with Blood - Winchester Mythology: Midwestern Heroes - Supernatural: The Long Road Home – Special Retrospective Episode - Supernatural: 2019 Comic-Con Panel - Winning Baby: A Supernatural Giveaway - Cenas deletadas - Erros de gravação | - Supernatural: The End of the Road - Supernatural: Family Don't End with Blood - Winchester Mythology: Midwestern Heroes - Supernatural: The Long Road Home – Special Retrospective Episode - Supernatural: 2019 Comic-Con Panel - Winning Baby: A Supernatural Giveaway - Cenas deletadas - Erros de gravação |
| Datas de lançamento | | | | | |
| Região 1 | Região 1 | Região 2 | Região 2 | Região 4 | Região 4 |
| 25 de maio de 2021 | 25 de maio de 2021 | 24 de maio de 2021 | 24 de maio de 2021 | 26 de maio de 2021 | 26 de maio de 2021 |